# Saltgruvan i Wieliczka

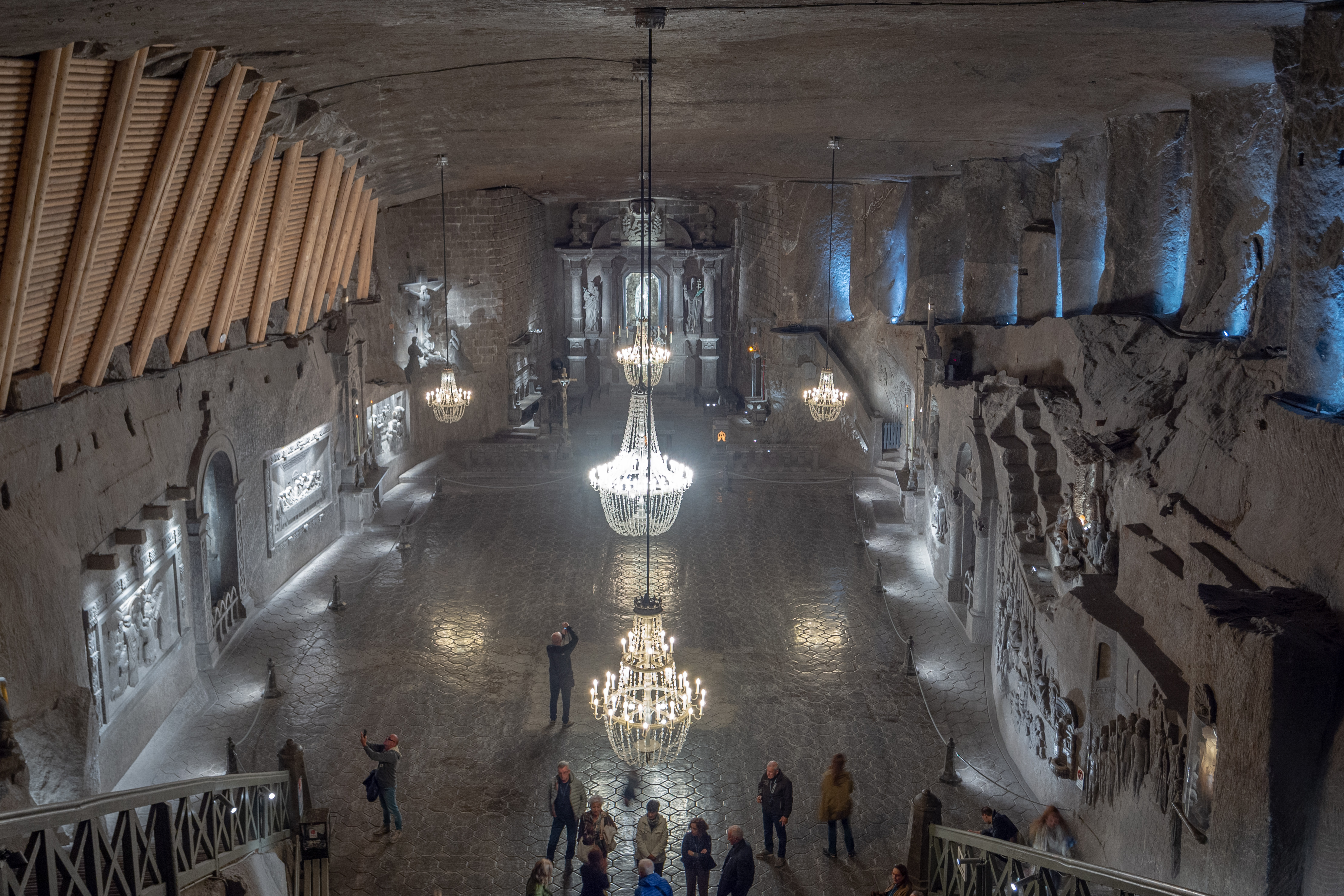
Kapellet Sankta Kinga i gruvan.

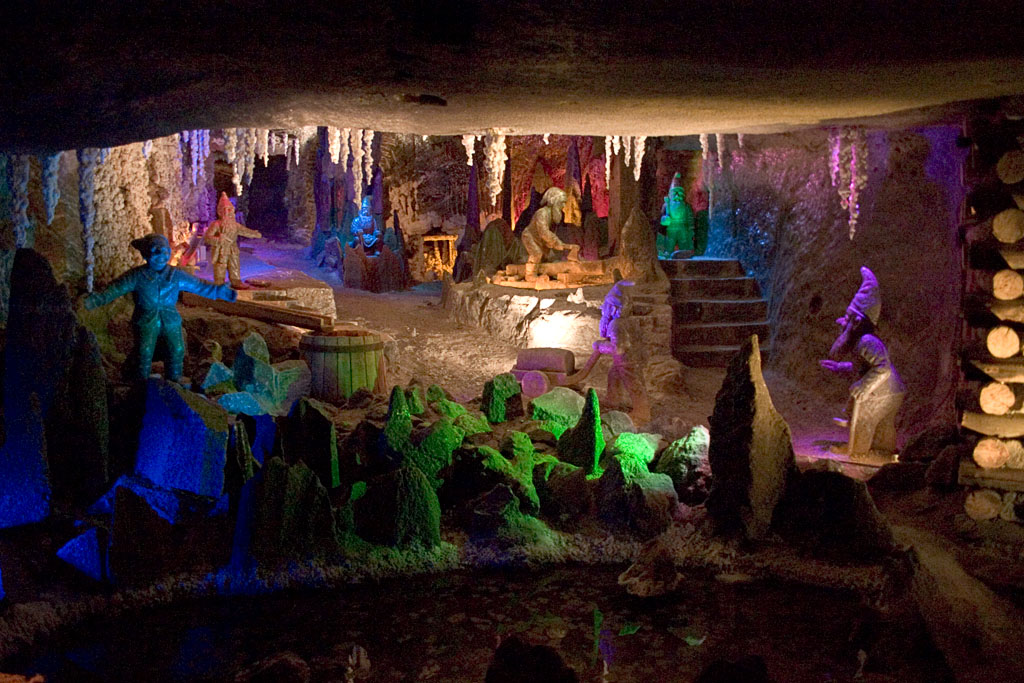
Bottnen på Kunegundas schakt.

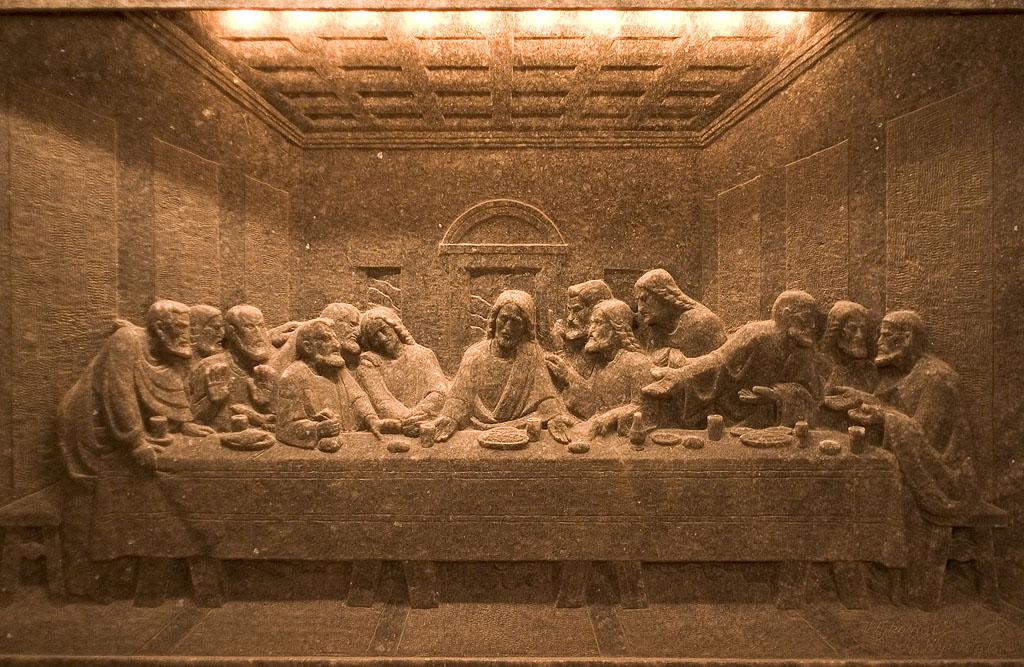
Da Vincis Sista måltiden, skulpterad i saltberget.

Saltgruvan i Wieliczka ligger utanför Kraków i södra Polen, rakt under staden Wieliczka. Den var i drift sedan 1200-talet fram till 1996.
Under andra världskriget användes saltgruvan av den tyska ockupationsmakten till förvaring och produktion av krigsmateriel.
1978 blev Saltgruvan i Wieliczka ett av de första tolv världsarven på Unescos nyinstiftade världsarvslista.
Gruvan har en lång tradition av turism och har cirka 1 200 000 besökare per år. 
De labyrintartade gångarna i saltgruvan inspirerade labyrintscenerna i Bolesław Prus historiska roman Farao.